# Pótnia Theron

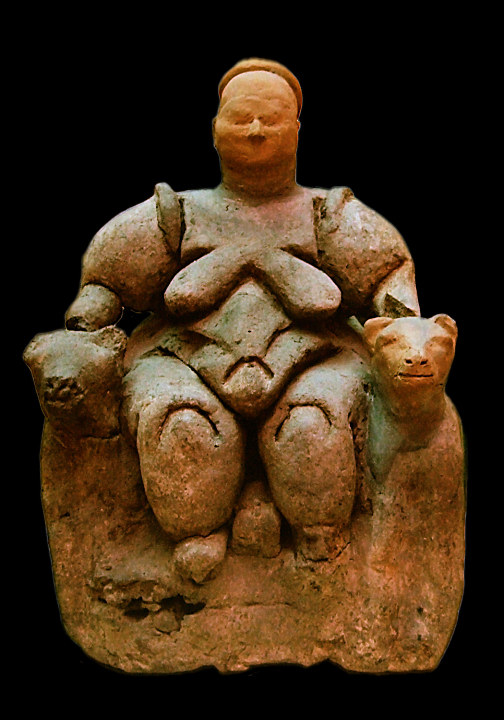
Dona asseguda de Çatalhöyük amb dos lleons als seus costats; creada durant el Neolític (cap al 6000-5500 aC.), a Çatalhöyük, es troba al Museu de les Civilitzacions d'Anatòlia, a Ankara (Turquia)

Pótnia Therôn (en grec antic: Πότνια Θηρῶν, 'senyora dels animals') és un epítet de la deessa Àrtemis usat per Homer en la Ilíada, i també que ha estat aplicat modernament a representacions de deesses de la civilització minoica i a altres deesses olímpiques quan aquestes apareixen representades amb animals.
| « | En particular, sembla com si una Deessa mare, especialment qua Senyora dels Animals, ha estat individualitzada a Grècia de diverses formes, com a Hera, Àrtemis, Afrodita, Demèter i Atena», admet Walter Burkert, però afegeix: «La idea d'una Senyora dels Animals a la qual han de posar del seu costat els caçadors està molt difosa i és molt possiblement d'origen paleolític; en la religió oficial dels grecs sobreviu com poc més que al nivell de folklore. | » |

## Etimologia
Pòtnia, que significa 'senyora' o 'esposa', és una forma femenina relacionada amb potis, forma masculina que significa 'propietari', 'senyor' o 'marit'. Pòtnia va ser una paraula micènica, heretada pel grec antic amb el mateix significat, que té un paral·lel exacte al sànscrit patnī.
Quan Homer parla de la Pótnia Theron és a Àrtemis a qui al·ludeix, i la fórmula ja sembla ben provada. Però a l'himne homèric a Afrodita, aquesta és seguida pels sagrats vessants del mont Ida (normalment la casa de Cíbele, la Mare Muntanya) per llops, lleons, ossos i panteres.

## Representacions
Una famosa impressió d'un segell minoic descoberta per Arthur Evans mostra una deessa anònima amb una llança, dreta sobre una representació d'una muntanya, flanquejada per lleons rampants en la mateixa posició exacta que ocupen a la Porta dels Lleons de Micenes. Després d'ella apareixen altars amb banyes del tipus que encara es veuen a Xipre, i un fill, consort, rei o adorador eleva les seves mans en senyal de veneració.
No tots els aspectes de la 'senyora' poden ser identificats amb Pótnia Theron o amb els descendents olímpics d'aquest aspecte de la deessa Àrtemis i d'altres. Entre les tauletes d'argila micèniques de Pilos inscrites en lineal B, John Chadwick en va identificar una contenint la frase a-ta-na-po-ti-ni-ja: «Cap expert en grec podria llegir la primera paraula sense dividir-la en Athana pótnia, 'Senyora Atena', quasi un ressò de la forma homèrica, potni(a) Athenaie». >
A les tauletes d'argila micèniques de Pilos, pótnia va gairebé sempre acompanyada per un epítet, caracteritzant un lloc o funció particular de la 'senyora'. Chadwick, Kerényi i d'altres afirmen que aquestes Pótniai van ser associades pels grecs clàssics amb Demèter i la seva filla Persèfone, que es va convertir en la reina del Hades. A Pilos, les tauletes identifiquen les «Dues Reines i Posidó» i les «Dues Reines i el Rei»; Posidó (arcaic Potidàon) és un cognat adequat de potis.
Existeix un motiu afí de Senyor dels animals identificat amb símbols o déus masculins.